# انتخابات الرئاسة التشيلية 1970
انتخابات الرئاسة التشيلية 1970 هي الانتخابات الرئاسية التي جرت في 4 سبتمبر 1970، لانتخاب رئيس تشيلي، فاز بالانتخابات سلفادور أليندي.